# 非徒益己
非徒益己（拉丁語：non nobis solum）是拉丁語格言，意為「除個人利益外，還應為人類之共同利益做貢獻」。

## 作為校訓
- 森林山書院
- 下加拿大書院（英语：Lower Canada College）
- 杜倫大學大學書院（英语：University College, Durham）[1]
- 合桃山學校（英语：Walnut Hill School）
- 威拉姆特大學[2]